# 38-ма армія (СРСР)
38-ма загальновійськова Червонопрапорна армія (38 ЗА, в/ч 78126) — загальновійськова армія у складі Збройних сил СРСР з серпня 1941-го по травень 1946 року та післявоєнний час на території України.

## Історія

### Перше формування
Сформована 4 серпня 1941 р. у складі Південно-Західного Фронту. До неї увійшли 47-ма гірськострілецька дивізія, 169-та, 199-та, 300-та і 304-та стрілецькі дивізії, танкові, артилерійські та інші з'єднання і частини. З 12 липня 1942 року армія перейшла у підпорядкування Південного Фронту. 17 липня вступила в запеклі бойові дії у складі Сталінградського фронту.
З 23 липня 38-ма армія була виведена в резерв фронту, її війська передано 21-й армії, а польове управління сформувало управління 1-ї танкової армії.

### Друге формування
Сформована 3 серпня 1942 року у складі Брянського фронту на базі оперативної групи військ генерал-лейтенанта Н. Є. Чибісова і 4-ї резервної армії. До неї увійшли 167-ма, 237-ма, 240-ва та 340-ва стрілецькі дивізії, декілька стрілецьких і танкових бригад, а також артилерійські та інші частини. У вересні 1942 р., уже в складі Воронезького фронту, армія вела оборонні та наступальні бої під Воронежем. У вересні 1943 р. брала участь у визволенні Лівобережної України. Переслідуючи німецькі війська, визволили міста Суми (2 вересня), Ромни (16 вересня), Прилуки (18 вересня у взаємодії з 40-ю армією), в кінці вересня форсували Дніпро на північ від Києва і захопили плацдарм в районах на захід від Сваром'є, Лютежа, Нових Петрівців. 12 січня — 18 лютого 1945 р. армія брала участь у Західно-Карпатській операції. Бойовий шлях 38-ма армія завершила участю у Празькій стратегічній операції (6—11 травня).

### Післявоєнний період
У післявоєнний час штаб 38-ї армії знаходився в Івано-Франківську.
У серпні 1968 р. армія брала участь у вторгненні радянських військ у Чехословаччину.
Станом на 19 листопада 1990 р. армія мала у своєму розпорядженні 413 танків, 758 БМП і БТР, 197 гармат, мінометів та РС-30, 40 бойових та 36 транспортних вертольотів армійської авіації.
3 січня 1992 року, після розпаду СРСР, армія перейшла під юрисдикцію України та увійшла до Збройних сил України. На її основі був сформований 38-й армійський корпус.

## Структура

### 1990
- 70-та гвардійська Глухівська ордена Леніна, двічі Червонопрапорна, орденів Суворова, Кутузова і Богдана Хмельницького мотострілецька дивізія (Івано-Франківськ)
- 128-ма гвардійська механізована дивізія (Мукачево)
- 223-тя зенітно-ракетна бригада (Теребовля)
- 596-й окремий реактивний артдивізіон (згорнутий)
- 335-й окремий вертолітний полк (Калинів): 40 Мі-24 бойових, 24 Мі-8, 6 Мі-9
- 448-й окремий вертолітний полк (Вапнярка): 40 Мі-24 бойових, 25 Мі-8, 4 Мі-9
- 96-та змішана авіаційна ескадрилья (Шипинці): 5 Мі-8
- 222-га інженерна бригада (Криве): 2 ІМР-2
- 135-й інженерний полк
- 321-й інженерний полк
- 188-й окремий полк зв'язку (Івано-Франківськ): 9 Р-145БМ, 1 Р-156 БТР, 1 Р-137Б, 1 П-240БТ, 1 Р-409Б, 13С88
- 163-й окремий радіотехнічний полк
- 1655-й окремий радіотехнічний батальйон (Івано-Франківськ)
- 17-й окремий батальйон РЕБ
- 583-й окремий батальйон РЕБ
- 87-ма бригада матеріального забезпечення (штаб)
- 89-та бригада матеріального забезпечення (штаб)
- 118-й окремий ремонтно-відновлювальний батальйон
- 711-й окремий ремонтно-відновлювальний батальйон
- 5194-та БХВТ (база зберігання озброєння і техніки в смт Ярмолинці) (у 1987—1989 рр. навчальна мотострілецька дивізія): 43 Т-64; 153 БТР (123 БТР-70, 30 БТР-60), 51 БМП (36 БМП-1, 15 БРМ-1К); 12 БМ-21 «Град», 38 ПМ-38; 5 МТУ, також: 28 Р-145БМ, 2 Р-156БТР, 6 РХМ, 1 УР-67.

## Командування
- Генерал-лейтенант Рябишев Дмитро Іванович (липень — серпень 1941 року)
- Генерал-майор танкових військ Фекленко Микола Володимирович (серпень — вересень 1941 року)
- Генерал-майор Циганов Віктор Вікторович (вересень — грудень 1941 року)
- Генерал-майор технічних військ Маслов Олексій Гаврилович (грудень 1941 року — лютий 1942 року)
- Генерал-майор Шерстюк Гаврило Гнатович (лютий — березень 1942 року)
- Генерал-майор артилерії Москаленко Кирило Семенович (березень — липень 1942 року)
- Генерал-лейтенант Чибісов Никандр Євлампійович (серпень 1942 року — жовтень 1943 року)
- Генерал-майор артилерії Москаленко Кирило Семенович (жовтень 1943 року — серпень 1948 року)
- Генерал-полковник Крейзер Яків Григорович (квітень 1949 року — червень 1955 року)
- Генерал-полковник Мамсуров Хаджі-Умар Джіорович (червень 1955 року — липень 1957 року)
- Генерал-полковник Лащенко Петро Миколайович (липень 1957 року — травень 1959 року)
- Генерал-лейтенант Шевченко Олександр Йосипович (травень 1959 року — березень 1961 року)
- Генерал-лейтенант танкових військ Ухов Володимир Дмитрович (березень 1961 року — березень 1963 року)
- Генерал-майор Штиков Микола Григорович (березень 1963 року — липень 1966 року)
- Генерал-майор Майоров Олександр Михайлович (липень 1966 року — жовтень 1968 року)
- Генерал-лейтенант Білаонов Павло Семенович (жовтень 1968 року — червень 1974 року)
- Генерал-майор Гордієнко В'ячеслав Михайлович (червень 1974 року — 1977 рік)
- Генерал-лейтенант Колесов Владлен Серафимович (1977—1979)
- Генерал-майор, з травня 1981 року генерал-лейтенант Омелічев Броніслав Олександрович (1979 рік — травень 1982 року?)
- Генерал-майор Зайцев Юрій Дмитрович (198?—198?)
- Генерал-майор Воробйов Едуард Аркадійович (1985 рік — грудень 1986 року)

## Вшанування
На її честь названо декілька урбанонімів, наприклад вулиця 38-ї Армії у місті Черкаси.